# Campeonato Mundial de Voleibol Femenino Sub-20 de 1987
El IV Campeonato Mundial de Voleibol Femenino Sub-20 se celebró en Corea del 2 de septiembre al 13 de septiembre de 1987. Fue organizado por la Federación Internacional de Voleibol. El campeonato se jugó en la subsede de Seúl.

## Equipos participantes
| Grupo A         | Grupo B     |
| --------------- | ----------- |
| Corea           | Japón       |
| Brasil          | China       |
| Unión Soviética | Perú        |
| Canadá          | Bulgaria    |
| China Taipéi    | Grecia      |
| Francia         | Argentina   |
| Cuba            | Puerto Rico |

## Primera fase

### Grupo A

#### Clasificación
| Pos | Equipo          | PJ | PG | PP | SF | SC | PTS |
| --- | --------------- | -- | -- | -- | -- | -- | --- |
| 1   | Corea           | 5  | 5  | 0  | 15 | 3  | 14  |
| 2   | Brasil          | 5  | 4  | 1  | 13 | 5  | 11  |
| 3   | Unión Soviética | 5  | 3  | 2  | 13 | 6  | 11  |
| 4   | Canadá          | 5  | 2  | 3  | 6  | 9  | 6   |
| 5   | China Taipéi    | 5  | 1  | 4  | 3  | 12 | 3   |
| 6   | Francia         | 5  | 0  | 5  | 0  | 15 | 0   |
| 7   | Cuba            | 0  | 0  | 0  | 0  | 0  | 0   |

#### Resultados
| Fecha    | Encuentro                       | Resultado | Set   | Set   | Set   | Set   | Set   | Puntuación total |
| Fecha    | Encuentro                       | Resultado | 1     | 2     | 3     | 4     | 5     | Puntuación total |
| -------- | ------------------------------- | --------- | ----- | ----- | ----- | ----- | ----- | ---------------- |
| 02-09-87 | Unión Soviética - Brasil        | 2-3       | 17-15 | 15-06 | 06-15 | 13-15 | 13-15 | 64-66            |
| 02-09-87 | China Taipéi - Francia          | 3-0       | 15-03 | 15-03 | 15-03 |       |       | 45-09            |
| 02-09-87 | Corea del Sur - Canadá          | 3-0       | 15-05 | 16-14 | 15-08 |       |       | 46-27            |
| 03-09-87 | Brasil - Corea del Sur          | 1-3       | 03-15 | 16-14 | 11-15 | 07-15 |       | 37-59            |
| 03-09-87 | Canadá - China Taipéi           | 3-0       | 15-11 | 15-06 | 16-14 |       |       | 46-31            |
| 04-09-87 | Brasil - China Taipéi           | 3-0       | 15-06 | 15-02 | 15-03 |       |       | 45-11            |
| 04-09-87 | Francia - Canadá                | 0-3       | 01-15 | 04-15 | 09-15 |       |       | 14-45            |
| 05-09-87 | Corea del Sur - Unión Soviética | 3-2       | 15-11 | 12-15 | 10-15 | 15-07 | 15-11 | 67-59            |
| 05-09-87 | Brasil - Francia                | 3-0       | 15-03 | 15-01 | 15-03 |       |       | 45-07            |
| 07-09-87 | China Taipéi - Unión Soviética  | 0-3       | 05-15 | 08-15 | 02-15 |       |       | 15-45            |
| 07-09-87 | Brasil - Canadá                 | 3-0       | 15-10 | 15-04 | 15-11 |       |       | 45-25            |
| 08-09-87 | Corea del Sur - China Taipéi    | 3-0       | 15-07 | 15-09 | 15-08 |       |       | 45-24            |
| 08-09-87 | Francia - Unión Soviética       | 0-3       | 05-15 | 00-15 | 06-15 |       |       | 11-45            |
| 09-09-87 | Corea del Sur - Francia         | 3-0       | 15-01 | 15-05 | 15-08 |       |       | 45-14            |
| 09-09-87 | Unión Soviética - Canadá        | 3-0       | 15-05 | 15-08 | 15-02 |       |       | 45-15            |

### Grupo B

#### Clasificación
| Pos | Equipo      | PJ | PG | PP | SF | SC | PTS |
| --- | ----------- | -- | -- | -- | -- | -- | --- |
| 1   | Japón       | 6  | 5  | 1  | 16 | 3  | 15  |
| 2   | China       | 6  | 5  | 1  | 17 | 4  | 16  |
| 3   | Perú        | 6  | 5  | 1  | 15 | 6  | 14  |
| 4   | Bulgaria    | 6  | 3  | 3  | 10 | 10 | 9   |
| 5   | Grecia      | 6  | 2  | 4  | 7  | 12 | 6   |
| 6   | Argentina   | 6  | 1  | 5  | 3  | 15 | 3   |
| 7   | Puerto Rico | 6  | 0  | 6  | 0  | 18 | 0   |

#### Resultados
| Fecha    | Encuentro               | Resultado | Set   | Set   | Set   | Set   | Set   | Puntuación total |
| Fecha    | Encuentro               | Resultado | 1     | 2     | 3     | 4     | 5     | Puntuación total |
| -------- | ----------------------- | --------- | ----- | ----- | ----- | ----- | ----- | ---------------- |
| 02-09-87 | Grecia - Perú           | 0-3       | 13-15 | 02-15 | 03-15 |       |       | 08-45            |
| 02-09-87 | Japón - Puerto Rico     | 3-0       | 15-00 | 15-00 | 15-06 |       |       | 45-06            |
| 02-09-87 | Bulgaria - Argentina    | 3-0       | 15-07 | 15-04 | 15-07 |       |       | 45-18            |
| 03-09-87 | Argentina - Japón       | 0-3       | 04-15 | 03-15 | 03-15 |       |       | 10-45            |
| 03-09-87 | China - Bulgaria        | 3-0       | 15-06 | 15-03 | 15-03 |       |       | 45-12            |
| 03-09-87 | Grecia - Puerto Rico    | 3-0       | 15-10 | 15-00 | 15-08 |       |       | 45-11            |
| 04-09-87 | Japón - China           | 1-3       | 07-15 | 15-12 | 08-15 | 11-15 |       | 41-57            |
| 04-09-87 | Perú - Puerto Rico      | 3-0       | 15-02 | 15-04 | 15-03 |       |       | 45-09            |
| 04-09-87 | Grecia - Argentina      | 3-0       | 15-07 | 15-11 | 15-11 |       |       | 45-29            |
| 05-09-87 | Grecia - China          | 0-3       | 10-15 | 10-15 | 08-15 |       |       | 28-45            |
| 05-09-87 | Japón - Bulgaria        | 3-0       | 15-05 | 15-04 | 15-12 |       |       | 45-21            |
| 05-09-87 | Perú - Argentina        | 3-0       | 15-00 | 15-01 | 15-08 |       |       | 45-09            |
| 07-09-87 | China - Perú            | 2-3       | 15-11 | 06-15 | 12-15 | 15-13 | 08-15 | 56-69            |
| 07-09-87 | Bulgaria - Grecia       | 3-1       | 13-15 | 15-11 | 15-09 | 15-08 |       | 58-43            |
| 07-09-87 | Argentina - Puerto Rico | 3-0       | 15-09 | 15-06 | 15-06 |       |       | 45-21            |
| 08-09-87 | Bulgaria - Perú         | 1-3       | 15-11 | 06-15 | 05-15 | 00-15 |       | 26-56            |
| 08-09-87 | China - Puerto Rico     | 3-0       | 15-03 | 15-04 | 15-03 |       |       | 45-10            |
| 08-09-87 | Japón - Grecia          | 3-0       | 15-05 | 15-06 | 15-02 |       |       | 45-13            |
| 09-09-87 | Perú - Japón            | 0-3       | 02-15 | 09-15 | 16-18 |       |       | 27-48            |
| 09-09-87 | China - Argentina       | 3-0       | 15-01 | 15-13 | 15-07 |       |       | 45-21            |
| 09-09-87 | Bulgaria - Puerto Rico  | 3-0       | 15-06 | 15-10 | 15-04 |       |       | 45-20            |

## Fase Final

### 5° Puesto
| Fecha    | Encuentro              | Resultado | Set   | Set   | Set   | Set   | Set | Puntuación total |
| Fecha    | Encuentro              | Resultado | 1     | 2     | 3     | 4     | 5   | Puntuación total |
| -------- | ---------------------- | --------- | ----- | ----- | ----- | ----- | --- | ---------------- |
| 13-09-87 | Unión Soviética - Perú | 3-1       | 15-10 | 10-15 | 15-08 | 15-06 |     | 55-39            |

### Final 1° y 3º puesto
|  | Semifinales   | Semifinales   |   |       | 1º puesto | 1º puesto |  |
|  |               |               |   |       |           |           |  |
|  |               |               |   |       |           |           |  |
|  |               |               |   |       |           |           |  |
|  | Corea del Sur | 3             |   |       |           |           |  |
|  | China         | 0             |   |       |           |           |  |
|  |               |               |   |       |           |           |  |
|  |               |               |   |       |           |           |  |
|  |               |               |   |       | Brasil    | 3         |  |
|  |               | Corea del Sur | 0 |       |           |           |  |
|  |               |               |   |       |           |           |  |
|  |               |               |   |       |           |           |  |
|  |               |               |   |       | 3º puesto |           |  |
|  |               |               |   |       |           |           |  |
|  | Brasil        | 3             |   | China | 3         |           |  |
|  | Japón         | 1             |   |       | Japón     | 2         |  |

### Semifinales
| Fecha    | Encuentro             | Resultado | Set   | Set   | Set   | Set   | Set | Puntuación total |
| Fecha    | Encuentro             | Resultado | 1     | 2     | 3     | 4     | 5   | Puntuación total |
| -------- | --------------------- | --------- | ----- | ----- | ----- | ----- | --- | ---------------- |
| 12-09-87 | Corea del Sur - China | 3-0       | 15-03 | 15-11 | 15-09 |       |     | 45-23            |
| 12-09-87 | Brasil - Japón        | 3-1       | 06-15 | 15-08 | 15-10 | 15-13 |     | 51-46            |

### 3° Puesto
| Fecha    | Encuentro     | Resultado | Set   | Set   | Set   | Set   | Set   | Puntuación total |
| Fecha    | Encuentro     | Resultado | 1     | 2     | 3     | 4     | 5     | Puntuación total |
| -------- | ------------- | --------- | ----- | ----- | ----- | ----- | ----- | ---------------- |
| 13-09-87 | China - Japón | 3-2       | 07-15 | 15-07 | 15-09 | 07-15 | 15-07 | 59-53            |

### 1° Puesto
| Fecha    | Encuentro              | Resultado | Set   | Set   | Set   | Set | Set | Puntuación total |
| Fecha    | Encuentro              | Resultado | 1     | 2     | 3     | 4   | 5   | Puntuación total |
| -------- | ---------------------- | --------- | ----- | ----- | ----- | --- | --- | ---------------- |
| 13-09-87 | Brasil - Corea del Sur | 3-0       | 17-15 | 15-04 | 16-14 |     |     | 48-33            |

## Podio
|           |
| 1º Título |
| Brasil    |

## Clasificación general
| Pos | Equipo          |
| --- | --------------- |
| 1   | Brasil          |
| 2   | Corea           |
| 3   | China           |
| 4   | Japón           |
| 5   | Unión Soviética |
| 6   | Perú            |
| 7   | Bulgaria        |
| 8   | Canadá          |
| 9   | China Taipéi    |
| 10  | Grecia          |
| 11  | Argentina       |
| 12  | Francia         |
| 13  | Puerto Rico     |
| 14  | Cuba            |

## Distinciones individuales
| - Mejor Atacante - Ana Moser (BRA) - Mejor Servicio - Marcia Fu (BRA) - Mejor Armadora - Simone Storm (BRA) | - Mejor Entrenador - Marco Aurélio Motta (BRA) |

| Predecesor: Italia 1985 | Campeonato Mundial de Voleibol Femenino Sub-20 Corea 1987 | Sucesor: Perú 1989 |

- Datos: Q21002502